# Синяя кукуруза

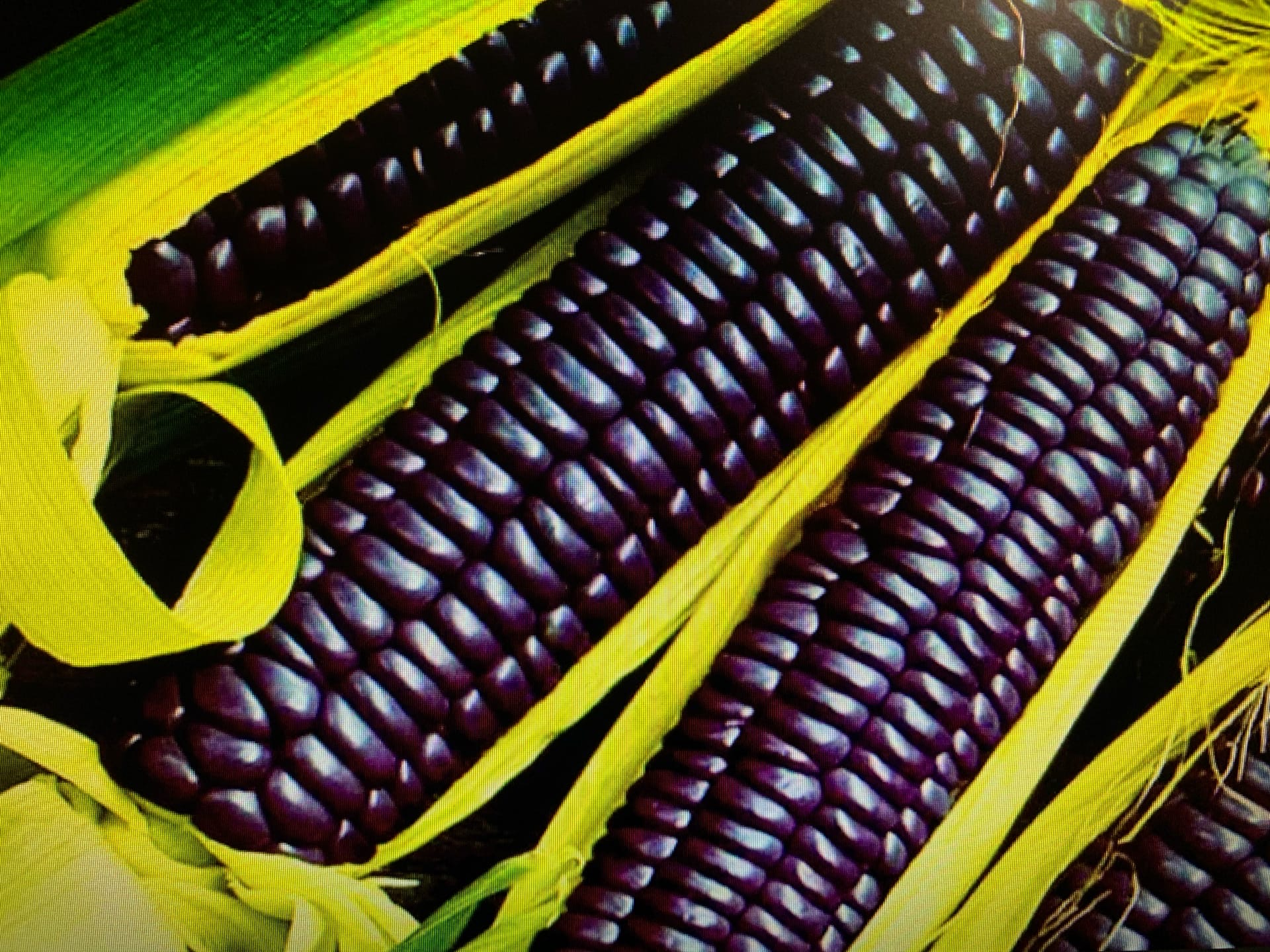
Синяя кукуруза (Хопи)

Синяя кукуруза или Хопи — вывели индейцы из племени хопи, проживающие на северо-востоке Аризоны, США. От названия резервации, в которой проживало племя, и пошло название культуры. Индейцы растили синюю кукурузу с незапамятных времён для употребления в пищу.

## Характеристика
Хопи — это среднеспелый сорт со сроком созревания 100—110 дней, вырастающий в длину от полутора до двух метров.
Початки достигают длины 20-25 см, их вес от 100 до 500 грамм. Зёрна сладкие, нежные с ореховым привкусом.
Необычная окраска обусловлена содержанием антоциана, это водорастворимый пигмент, который полезен для человека. Ведь его приём в дозировке 15-30 мг в день защищает от ионизирующего излучения и тормозит развитие новообразований.

## Культивирование
Любая кукуруза любит тепло, поэтому для её выращивания нужно выбирать открытое солнечное место.
Семена следует сажать непосредственно в почву, после того как она прогреется минимум до 5ºC. Глубина посадки — 3-4 см (не более 5 см).
В лунку можно закладывать не более двух зёрен. Поливать растение рекомендуется два раза в неделю, в жаркую погоду — чаще.
Кукуруза любит азотистые почвы, поэтому рядом с ней полезно высаживать бобовые растения в качестве спутников — они насыщают почву азотом.
В свою очередь кукуруза будет служить хорошей опорой для вьющихся стеблей бобовых.
Собирать урожай кукурузы можно в разные сроки: для варки — когда первые волоски на верхушке начнут подсыхать, для изготовления каши или муки — когда высохнет листовая обёртка.

## Сорт
Есть множество сортов хопи, различающихся цветом початка от светло-серого и синего до чёрного. Несмотря на обилие сортов, фермеры предпочитают выращивать только несколько самых популярных, в основном, синего цвета. Они называются Sakwaqa’o «стандартный синий» и Huruskwapu «жёсткий синий». Эти сорта являются наиболее ценными, так как содержат лютеин, необходимый для отличного зрения, полифенолы, снижающие риск сердечно-сосудистой заболеваний.
| Сорт           | Maasiqa’o «серо-голубой» | Сорт Huruskwapu                                                                           |
| -------------- | --- | ----------------------------------------------------------------------------------------- |
| Характеристика | Фермеры предпочитают выращивать из-за мягкости его зёрен. Хотя цвет получается не столь красивым, зато смолоть зерна в муку проще и быстрее. | Обладает жёсткой сердцевиной, что защищает початки от вредителей при длительном хранении. |